# Alessandro Conforto
Alessandro Conforto (Roma, 18 ottobre 1965) è un ex pentatleta italiano.

## Palmarès
In carriera ha conseguito i seguenti risultati:
- Mondiali:

Lahti 1990: argento nel pentathlon moderno a squadre.
Winterthur 1992: bronzo nel pentathlon moderno staffetta a squadre.
Darmstadt 1993: argento nel pentathlon moderno staffetta a squadre.
Basilea 1995: argento nel pentathlon moderno a squadre.
COPPA DEL MONDO
Roma 1990 Prova di Coppa del Mondo: oro
Varna 1990 Prova di Coppa del Mondo: oro
sydney 1994 Prova di Coppa del Mondo: oro